# Alfoz
Alfoz är en kommun i Spanien.  Den ligger i provinsen Lugo i den autonoma regionen Galicien i nordvästra delen av landet, 500 km nordväst om huvudstaden Madrid. Antalet invånare är 1 523 (2024). Arean är 77,52 kvadratkilometer.